# فاطمة عبد القادر عدن
فاطمة عبد القادر عدن (بالإنجليزية: Fatuma Abdulkadir Adan)‏ (من مواليد عام 1978) هي محامية كينية وسفيرة سلام حصلت على جائزة شتوتجارت للسلام.

## حياتها
وُلدت فاطمة لأبوين من قبيلتين متحاربتين في مارسابيت شمال كينيا. عادت فاطمة بعد دراستها للمحاماة إلى مسقط رأسها من أجل تعزيز السلام بين شعوب بورانا أورومو وجابرا ورانديلي المتنازعين. أسّست فاطمة في عام 2003 منظمة تنمية القرن الأفريقي، وهي منظمة غير حكومية تهدف إلى تعزيز السلام والدعوة إلى التعليم في كينيا.
أطلقت عدن من خلال منظمة التنمية في القرن الإفريقي برنامجًا أُطلق عليه اسم «إطلاق النار للتسجيل، وليس القتل»، والذي يستخدم كرة القدم لإشراك الشباب الكيني في الدعوة من أجل السلام.
تقوم مبادرة التنمية في القرن الإفريقي (HODI) على أربعة أعمدة داعمة هي: المناصرة والتعليم والاستدامة الاقتصادية والتلاحم بين الأعراق. بدأت عدن من خلال مبادرة التنمية في القرن الإفريقي HODI برنامج «كسر الصمت» الذي يحتوي على أربع وحدات: كن نفسك، كن بصحة جيدة، كن قويًا، وتعلّم شيئًا عن التمويل. كانت فاطمة عدن أول امرأة أفريقية تُنتخب كعضو في جمعية كرة قدم الشارع في عام 2015. وفي عام 2017، تم ترشيحها كجزء من فريق الأحلام لكأس العالم للأهداف العالمية. تلقت عدن في يناير 2011 جائزة شتوتغارت للسلام «للجمع بين كرة القدم والتحرر». وفي عام 2013 تمت دعوتها للحديث عن عملها مع مبادرة تنمية القرن الإفريقي في محادثات السلام في جنيف في 20 سبتمبر 2013. نُظمت المحادثات والخطابات برعاية الأمم المتحدة والمنظمات الأخرى المشاركة في اليوم العالمي للسلام.